# Agrilus ventricosus
Agrilus ventricosus es una especie de insecto del género Agrilus, familia Buprestidae, orden Coleoptera.
Fue descrita científicamente por Fairmaire, 1888.